# Relations entre Haïti et la Jamaïque
Les relations entre Haïti et la Jamaïque font référence aux relations actuelles et historiques entre la République d'Haïti et la Jamaïque. Les deux pays ont des consulats honoraires dans leurs capitales respectives.
Depuis l'indépendance de Haïti en 1804, la Jamaïque est une destination fréquente d'anciens dirigeants et hommes politiques haïtiens en exil, à commencer par le troisième président, Charles Rivière-Hérard .
En janvier 2007, le président haïtien René Préval a effectué une visite de travail de quatre jours en Jamaïque. Lors d'une conférence de presse, la première ministre jamaïquaine, Portia Simpson Miller, a annoncé la convocation d'une commission mixte Jamaïque / Haïti plus tard dans l'année.
Les deux pays partagent une frontière maritime .